# Kanton Remoulins
Kanton Remoulins (francouzsky Canton de Remoulins) je francouzský kanton v departementu Gard v regionu Languedoc-Roussillon. Tvoří ho devět obcí.

## Obce kantonu
- Argilliers
- Castillon-du-Gard
- Collias
- Fournès
- Pouzilhac
- Remoulins
- Saint-Hilaire-d'Ozilhan
- Valliguières
- Vers-Pont-du-Gard